# Peyton Craig
Peyton Craig (* 28. März 2005 in Gladstone) ist ein australischer Leichtathlet, der sich auf den Mittelstreckenlauf spezialisiert hat. 2024 wurde er in Suva Ozeanienmeister im 800-Meter-Lauf.

## Sportliche Laufbahn
Erste internationale Erfahrungen sammelte Peyton Craig im Jahr 2022, als er bei den U20-Weltmeisterschaften in Cali mit 3:55,14 min in der ersten Runde im 1500-Meter-Lauf ausschied. 2024 siegte er in 1:46,36 min über 800 Meter bei den Ozeanienmeisterschaften in Suva, ehe er bei den Olympischen Sommerspielen in Paris mit 1:44,11 min im Halbfinale ausschied. Daraufhin gewann er bei den U20-Weltmeisterschaften in Cali in 1:46,95 min die Silbermedaille.

## Persönliche Bestzeiten
- 800 Meter: 1:44,11 min, 9. August 2024 in Paris (U20-Ozeanienrekord)
- 1500 Meter: 3:44,07 min, 6. März 2022 in Brisbane